# Weißes Straußgras
Das Weiße Straußgras (Agrostis stolonifera), auch Flecht-Straußgras oder Bentgras genannt, ist eine Pflanzenart aus der Gattung der Straußgräser (Agrostis) innerhalb der Familie der Süßgräser (Poaceae). Es wird als weidefestes Futtergras vor allem im Feuchtgrünland verwendet.

## Beschreibung

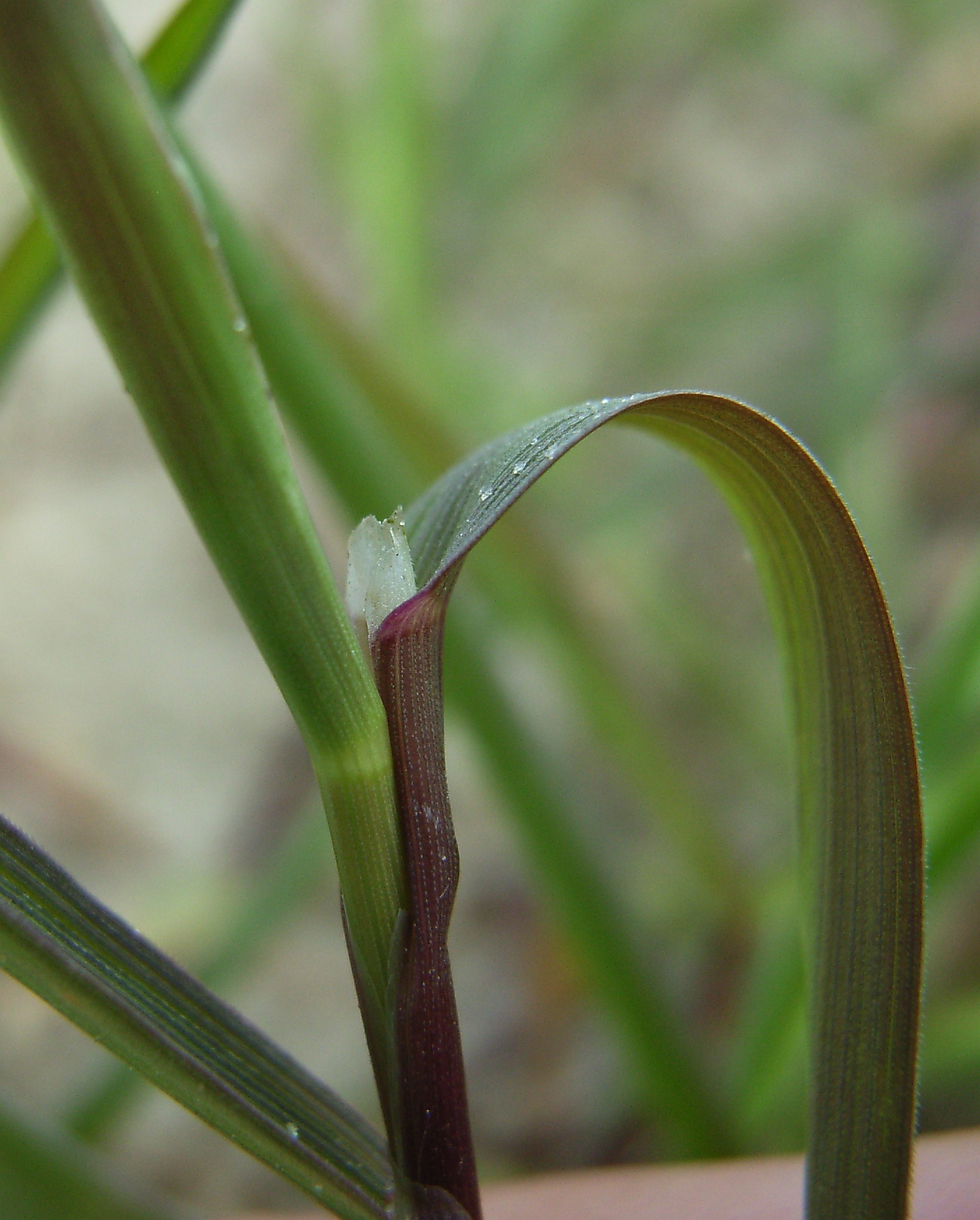
Blatthäutchen (Ligula)

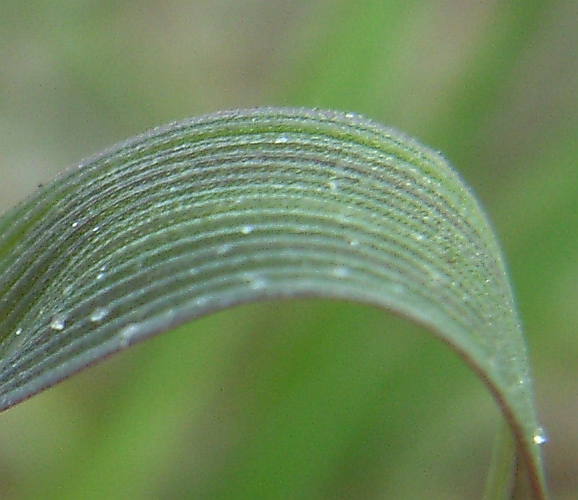
Geriefte Blattoberfläche

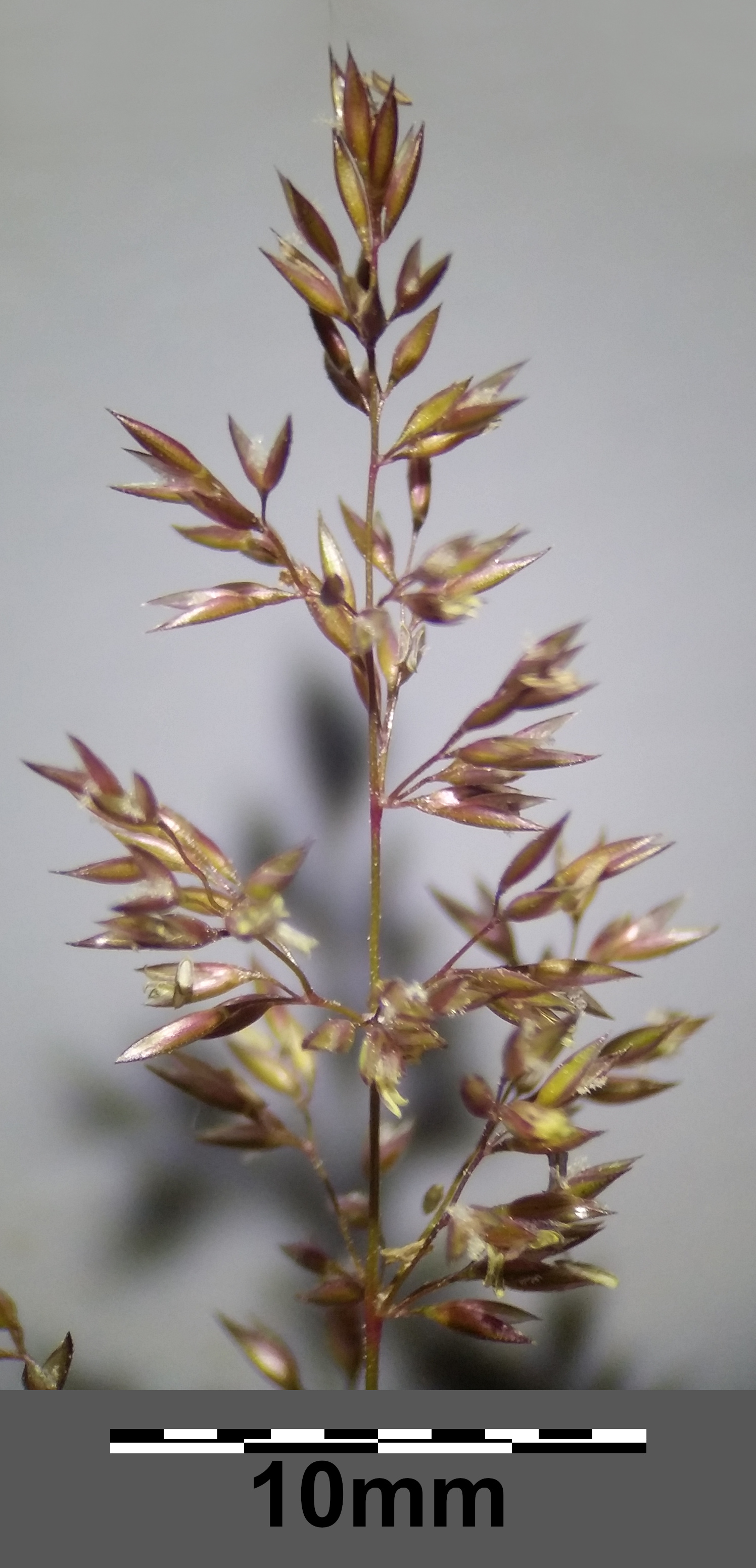
Blütenstand

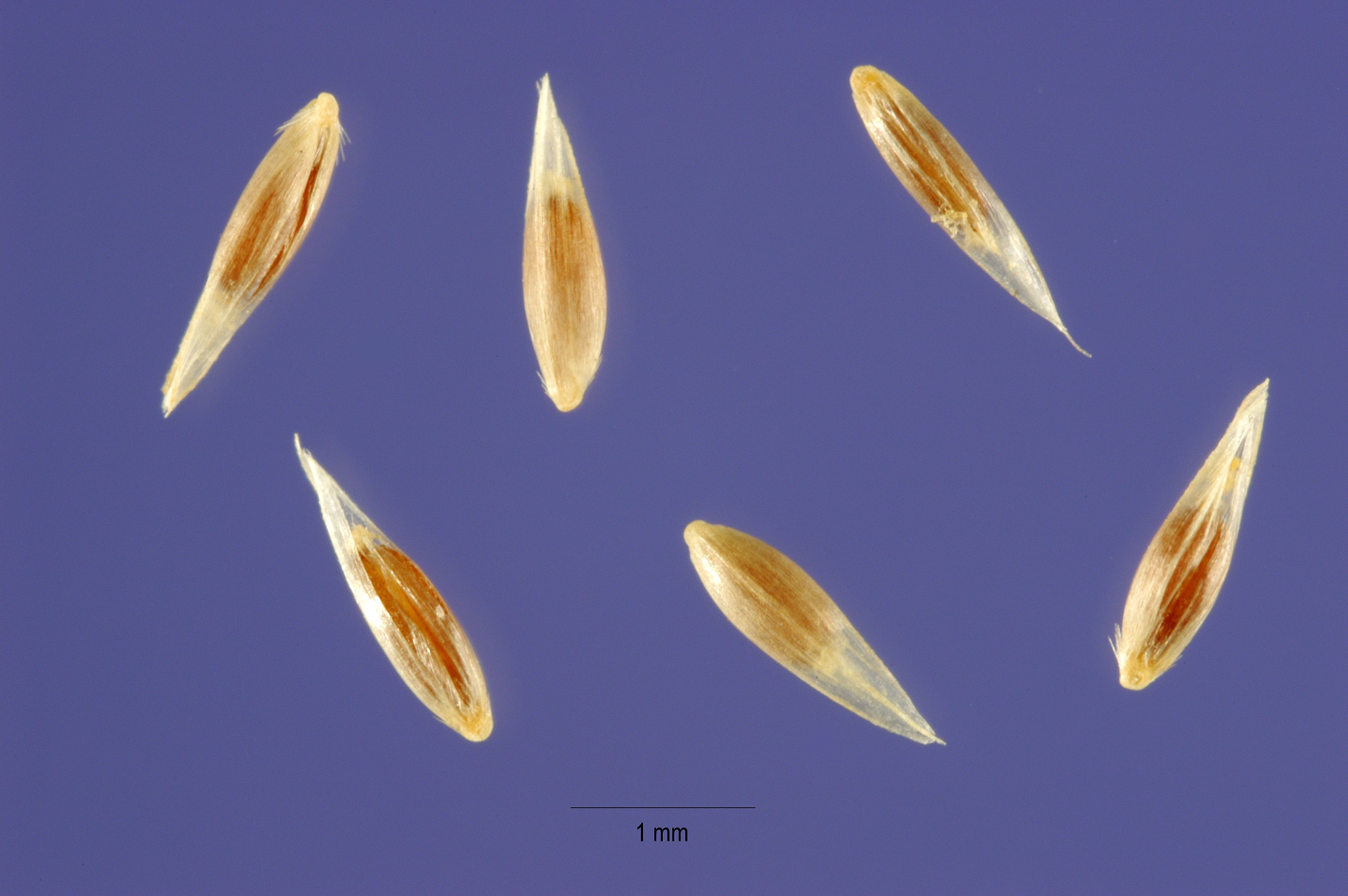
Karyopsen

Das Weiße Straußgras ist sehr formenreich.

### Vegetative Merkmale
Das Weiße Straußgras ist eine immergrüne, ausdauernde krautige Pflanze und erreicht Wuchshöhen von 8 bis 40 Zentimetern. Es breitet sich über blattreiche oberirdische Ausläufer aus und bildet dichte Rasen. Die ästig aufsteigenden Halme sind glatt, kahl und besitzen zwei bis fünf Knoten (Nodien). An den unteren Knoten bilden sich sprossbürtige Wurzeln und neue Triebe.
Das Blatthäutchen (Ligula) ist als ein 2 bis 6 mm langer, häutiger Saum ausgebildet. Die kahlen, fein zugespitzten, grau- oder blaugrünen Laubblätter sind 0,5 bis 5 mm breit und bis 10 Zentimeter lang. Sie sind in jungem Zustand eingerollt, später flach ausgebreitet. Die Blattspreiten sind dicht von Nerven durchzogen und sehr fein rau.

### Generative Merkmale
Blütezeit liegt zwischen Juli und August. Der rispige Blütenstand ist bei einer Länge von 1 bis 13 Zentimetern sowie einer Breite von 0,4 bis 2,5 Zentimetern länglich und zur Anthese ausgebreitet, sonst oft dicht zusammengezogen. Seine Seitenäste gehen zu dritt oder zu siebt von der Hauptachse ab. Die Ährchen stehen in dichten Büscheln. Die einblütigen Ährchen sind 2 bis 3 mm lang, lanzettlich-spitz geformt, glatt und kahl. Die kahlen Hüllspelzen sind einnervig und so lang wie das Ährchen. Die glatten, kahlen, meist unbegrannten Deckspelzen sind fünfnervig, um 2 mm lang und erscheinen am oberen Ende abgerundet. Die Vorspelze erreicht etwa drei Viertel der Länge der Deckspelze. Die Staubbeutel werden 1 bis 1,5 mm lang.
Die Karyopsen werden von den Deck- und Vorspelzen umschlossen.
Die Chromosomenzahl beträgt 2n = 28, 35 oder 42.

## Ökologie
Beim Weißen Straußgras handelt es sich um einen Hemikryptophyten.

### Krankheiten
Das Weiße Straußgras wird von verschiedensten Pilzarten befallen. So kommen die Rostpilze Puccinia agrostidis, Puccinia graminis und eventuell Uromyces agrostidis mit Uredien und Telien vor.
Sclerotinia homoeocarpa ist der Verursacher der Dollarflecken-Krankheit auf Straußgräsern.
Fusarium tricinctum und Fusarium roseum lösen eine Fusarium-Welke aus. Microdochium nivale löst den Rosa-Schneeschimmel aus. Ferner kommen Rhizoctonia solani, Pythium-Arten und Typhula incarnata und Typhula ishikariensis vor.

## Vorkommen
Das Weiße Straußgras ist in den gemäßigten Zonen Eurasiens, auf Madeira und in Nordafrika bis zum Tschad beheimatet. In zahlreichen anderen Ländern, besonders in Amerika, Australien, Neuseeland und Südafrika ist Agrostis stolonifera ein Neophyt. In Europa kommt es in fast allen Ländern vor und fehlt nur in Nordmazedonien.
Es besiedelt feuchte, nährstoffreiche, oft kalkhaltige, sandig-kiesige Lehm- oder Tonböden, kann jedoch auch auf Schlickböden im Überschwemmungsbereich der Gewässer vorkommen.
Agrostis stolonifera ist die Kennart der Ordnung der Flutrasen (Agrostietalia stoloniferae). Agrostis stolonifera ist auch als Begleitart in Ampfer-Queckenrasen-Gesellschaften (Agropyro-Rumicion) und Vogelknöterich-Trittrasen-Gesellschaften (Polygonion avicularis) zu finden. An den Küsten formt es zusammen mit der Strand-Grasnelke den Verband Armerion maritimae.
Das Weiße Straußgras wächst in frischen bis feuchten Rasen, Wiesen, Weiden und Äckern. Nicht selten ist es auch entlang von Ufern, Gräben und entlang von Wegsenken zu finden. Dieses salztolerante Gras wächst auch an der Küste auf der Außenseite der Dünen. In den Allgäuer Alpen steigt es in Vorarlberg nahe der Widdersteinhütte bis zu 2015 Metern Meereshöhe auf. In Graubünden steigt es im Val da Fain, einem Seitental des Val Bernina, bis 2780 Meter Meereshöhe auf.
Die ökologischen Zeigerwerte nach Landolt et al. 2010 sind in der Schweiz: Feuchtezahl F = 4w+ (sehr feucht aber stark wechselnd), Lichtzahl L = 3 (halbschattig), Reaktionszahl R = 4 (neutral bis basisch), Temperaturzahl T = 3 (montan), Nährstoffzahl N = 4 (nährstoffreich), Kontinentalitätszahl K = 3 (subozeanisch bis subkontinental), Salztoleranz = 1 (tolerant).

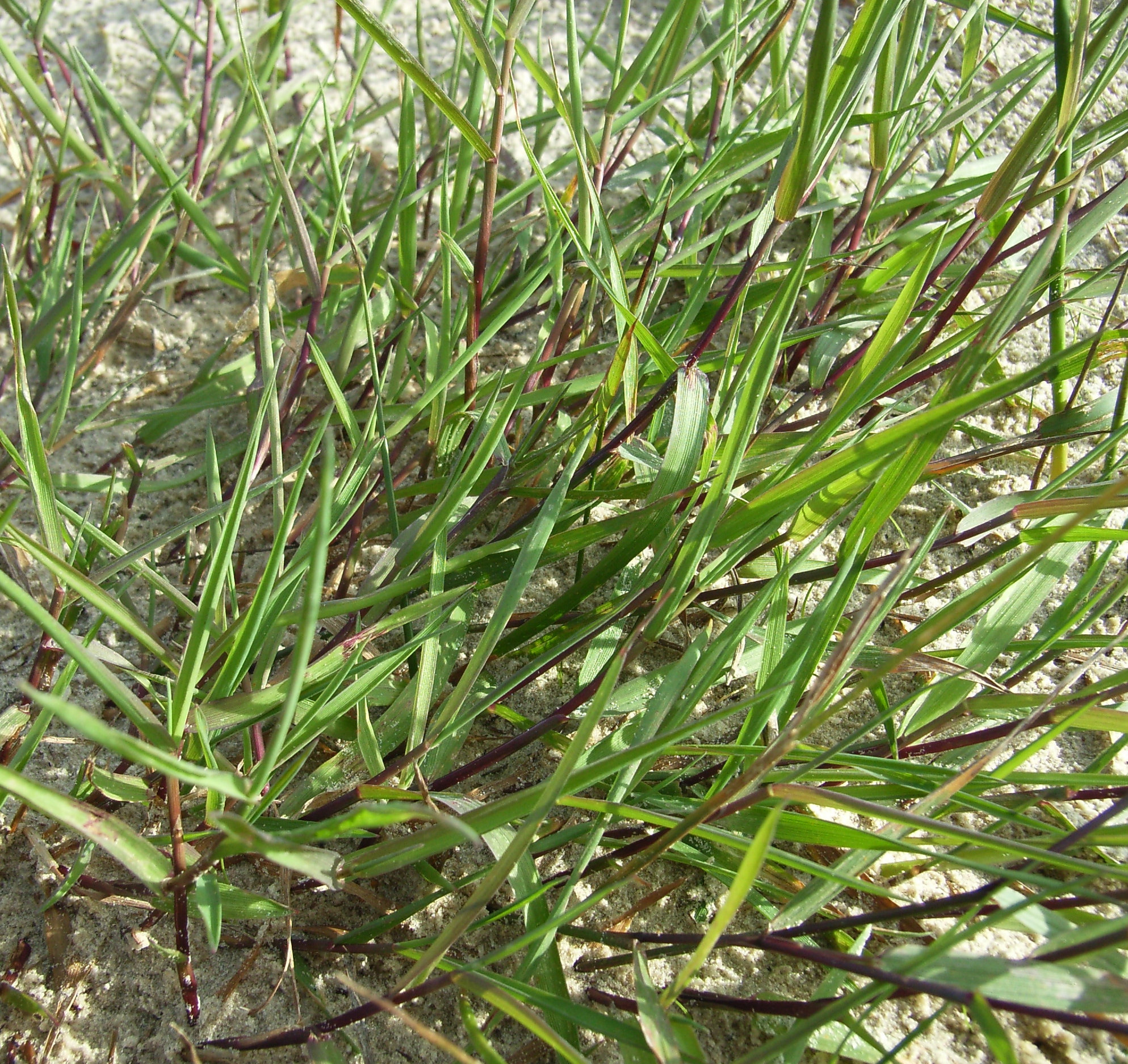
Kriechende Wuchsform
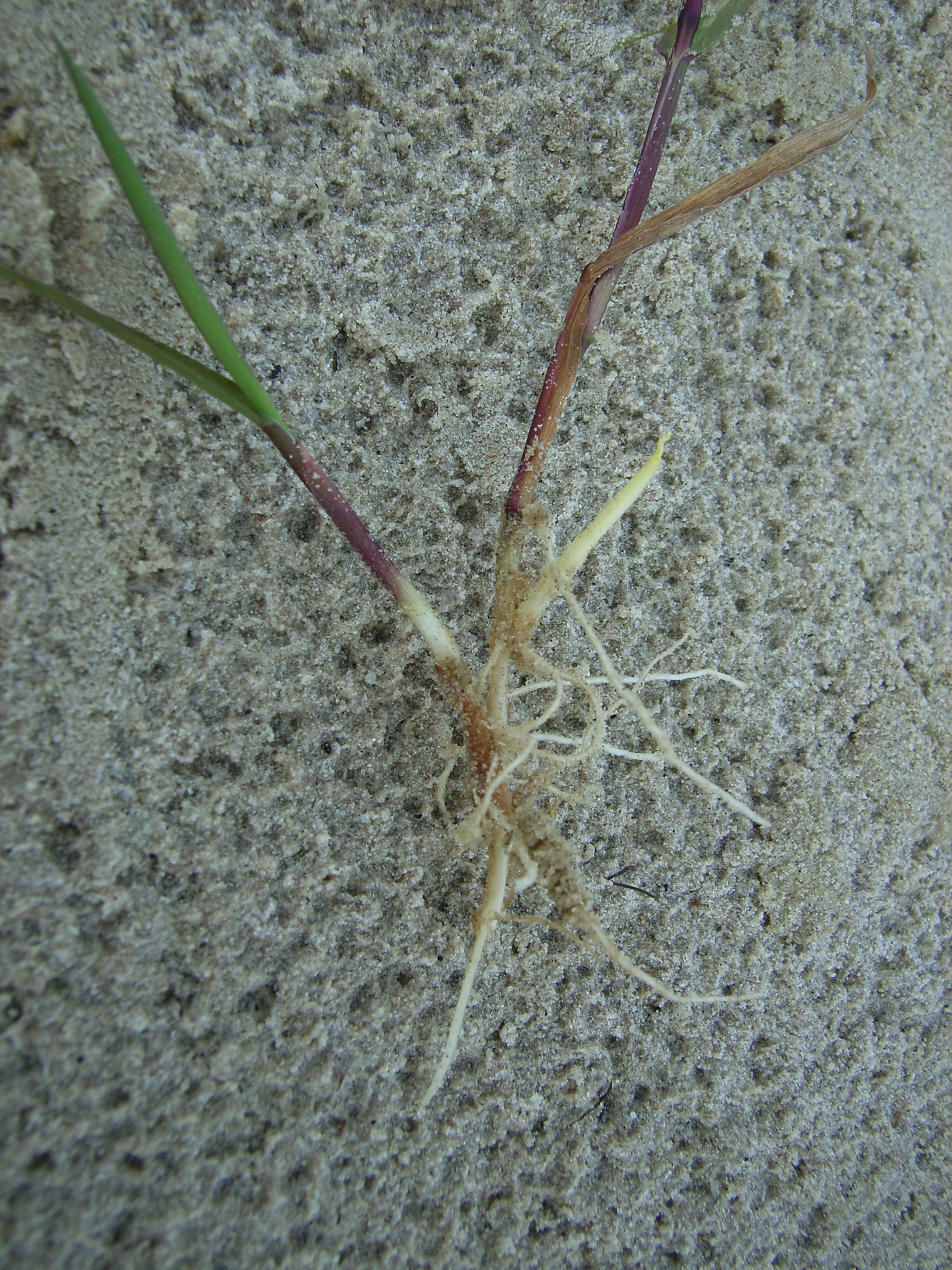
Bewurzelung
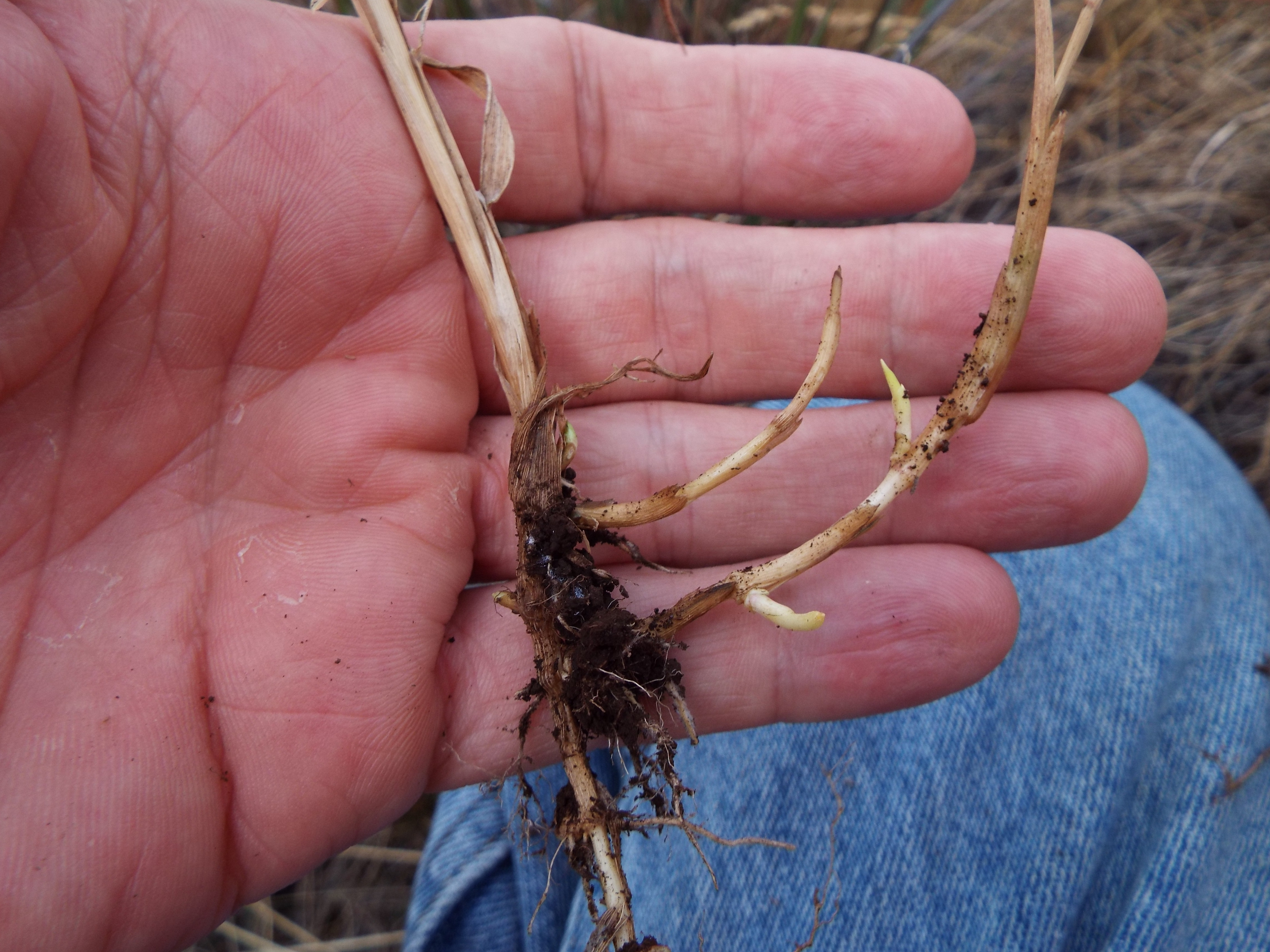
Ausläufer

## Nutzung
Das Weiße Straußgras wird als züchterisch bearbeitetes, aus Pflanzen stark beanspruchter Golfgrüns herangezogenes, kriechendes Straußgras (creeping bentgrass) für Sportrasen eingesetzt.

## Systematik
Die Erstveröffentlichung von Agrostis stolonifera erfolgte 1753 durch Carl von Linné in Species Plantarum, Band 1, S. 62. Das Artepitheton stolonifera leitet sich von stolo für Ausläufer und fere für tragen ab. Synonyme für Agrostis stolonifera L. sind: Agrostis adscendens Lange, Agrostis alba L., Agrostis ambigua Roem. & Schult., Agrostis aristulata Müll. Hal., Agrostis aspera Weber, Agrostis brevis Knapp, Agrostis bryoides Dumort., Agrostis caespitosa Gaudich., Agrostis caespitosa Gaudich. ex Mirb., Agrostis capillaris var. stolonifera (L.) Druce, Agrostis decumbens Hall. f. ex Gaudin, Agrostis depressa Mez ex Pilg., Agrostis depressa Vasey, Agrostis dulcis (Pers.) Sibth. ex Kunth, Agrostis eliasii Sennen, Agrostis flava O.F.Müll., Agrostis glaucescens (C.Presl) Spreng., Agrostis glaucescens Opiz ex Steud., Agrostis jacutica Schischk., Agrostis macrantha Schischk., Agrostis maritima L., Agrostis maritima With., Agrostis mutabilis Knapp, Agrostis nemoralis Phil., Agrostis patula Gaudin, Agrostis polymorpha var. stolonifera (L.) Huds., Agrostis prorepens (W.D.J.Koch) G.Mey. ex Asch., Agrostis prostrata Hook. f., Agrostis pseudoalba Klokov, Agrostis reptans Rydb., Agrostis sibirica Petrov, Agrostis sicula Guss. ex Steud., Agrostis sicula Kunth, Agrostis sinaica Boiss., Agrostis stolonizans Besser ex Schult. & Schult. f., Agrostis zerovii Klokov, Agrostis stolonifera subsp. stolonizans (Besser ex Schult. & Schult. f.) Soó, Agrostis stolonifera var. compacta Hartm., Agrostis stolonifera var. patula (Gaudin) Rchb., Agrostis stolonifera var. prorepens W.D.J.Koch.
Es gibt von Agrostis stolonifera beispielsweise die Varietäten:
- Agrostis stolonifera var. palustris (Huds.) Farw. (Syn.: Agrostis stolonifera subsp. palustris (Huds.) Tzvelev, Agrostis palustris Huds.): Sie kommt an Flussufern und an Teichen vor.[1]
- Agrostis stolonifera L. var. stolonifera.

Nach Euro+Med gibt es zahlreiche Unterarten:
- Agrostis stolonifera subsp. albida (Trin.) Tzvelev: Sie kommt in Europa in der Ukraine, in Moldau, Russland und Rumänien vor.[6]
- Agrostis stolonifera subsp. filifolia (Link) H. Scholz: Sie kommt in Portugal vor.[6]
- Agrostis stolonifera subsp. gaditana  (Boiss. & Reut.) Valdés & H. Scholz: Sie kommt in Marokko, Portugal, Spanien, Frankreich, Korsika und Belgien vor.[6]
- Agrostis stolonifera subsp. karsensis (Litv.) Valdés & H. Scholz: Sie kommt in Aserbaidschan vor.[6]
- Agrostis stolonifera subsp. maritima (Lam.) Vasc.: Sie kommt in Frankreich und in Albanien vor.[6]
- Agrostis stolonifera subsp. scabriglumis (Boiss. & Reut.) Maire: Sie kommt in Marokko, Algerien, Tunesien, Ägypten, Portugal, Spanien, Frankreich, Korsika, Griechenland, Sizilien, Bulgarien, Rumänien, Syrien, Libanon und in Palästina vor.[6]
- Agrostis stolonifera L. subsp. stolonifera
- Agrostis stolonifera subsp. straminea (Hartm.) Tzvelev: Sie kommt in Deutschland, den Niederlanden, Dänemark, Schweden Litauen, Lettland, Estland und in Russland vor.[6]
- Agrostis stolonifera subsp. transcaspica (Litv.) Tzvelev: Sie kommt im Kaukasusraum vor.[6]